# Adrián Campos
Adrián Campos Suñer (ur. 6 czerwca 1960 w Alzirze, zm. 27 stycznia 2021 w Walencji) – hiszpański kierowca wyścigowy. Był zawodnikiem zespołu Minardi oraz założycielem Hispania Racing Team w Formule 1 (jako Campos Grand Prix). Wcześniej jego zespół jeździł w serii GP2 jako Campos Grand Prix.